# United States Army Air Corps
Lo United States Army Air Corps, spesso in inglese abbreviato  USAAC, è stato dal 1926 al 1941 la forza aerea degli Stati Uniti d'America e parte integrante delle forze armate statunitensi. Non era una forza armata indipendente, ma era nato come corpo aereo dell'esercito.
Nel 1917 si era formato un primo reparto aereo, l'United States Army Air Service.
Il 2 luglio 1926, con una legge del Congresso, venne istituito l'USAAC, che mantenne questa denominazione fino al 20 giugno 1941. Quella fu la data di nascita dell'United States Army Air Force (USAAF) il cui ruolo nella Seconda guerra mondiale fu di primo piano.
La forza armata ora nota come United States Air Force (USAF) venne istituita nel 1947 come forza armata separata e indipendente dall'esercito.

## Linea di successione della United States Air Force
- Aeronautical Division, U.S. Signal Corps · 1º agosto 1907–18 luglio 1914
- Aviation Section, U.S. Signal Corps · 18 luglio 1914–20 maggio 1918
- Division of Military Aeronautics · 20 maggio 1918–24 maggio 1918
- U.S. Army Air Service · 24 maggio 1918–2 luglio 1926
- U.S. Army Air Corps · 2 luglio 1926–20 giugno 1941
- U.S. Army Air Forces · 20 giugno 1941–18 settembre 1947
- United States Air Force · 18 settembre 1947–Oggi